# Selffulfilling prophecy
Een selffulfilling prophecy (Engels: self-fulfilling prophecy, letterlijk zelfvervullende voorspelling) is een voorspelling die direct of indirect leidt tot het uitkomen van die voorspelling. De socioloog Robert K. Merton definieerde het begrip als volgt:
"De selffulfilling prophecy is in aanvang een foute definitie van de situatie die een nieuw gedrag oproept waardoor de oorspronkelijke foute kijk waar wordt. Deze schijnbare juistheid van de voorspelling houdt een foute voorstelling van zaken in stand. De voorspeller zal namelijk datgene wat uiteindelijk gebeurd is aanvoeren als bewijs dat hij van begin af aan gelijk had."
De term self-fulfilling prophecy werd al gebruikt in het midden van de 19e eeuw,
maar het thema van de zelfvervullende voorspelling is al ouder en is terug te vinden in de mythologie van de Griekse en Indiase oudheid. De Griekse god Kronos bijvoorbeeld probeerde aan een onheilsprofetie te ontkomen door zijn eigen kinderen op te eten, maar riep daardoor dat onheil juist over zichzelf af.
De selffulfilling prophecy is een van de mogelijke gevolgen van het Thomas-theorema dat erop neerkomt dat wanneer mensen situaties als werkelijk definiëren, die situaties ook werkelijke gevolgen hebben. Dit is terug te zien in het pygmalion-effect, genoemd naar een psychologisch experiment uit 1966 van de aan Harvard verbonden psycholoog Robert Rosenthal. Rosenthal nam intelligentietesten af van leerlingen, maar vervalste de uitkomsten willekeurig en gaf deze aan de leerkracht. De leerlingen die op basis van de vervalste tests als "intelligent" aangemerkt waren, behaalden betere resultaten op school dan degenen die als "minder intelligent" golden. Een verklaring voor dit verschijnsel is dat de leraar meer van zijn "intelligente" leerlingen verwachtte en onbewust meer aandacht aan hen besteedde, waardoor hij ze bevoordeelde en ze daadwerkelijk beter gingen presteren.
Het tegenovergestelde van de zelfvervullende voorspelling is de zelfweerleggende voorspelling.

## Psychologie
Binnen de klinische psychologie is het verschijnsel selffulfilling prophecy een bekend verschijnsel. Zo hebben volgens de cognitieve gedragstherapie mensen die lijden aan een klinische depressie of angststoornissen de neiging om negatieve voorspellingen te doen over zichzelf, de toekomst en de wereld om hen heen, die ze door hun gerichtheid op het negatieve in het algemeen, deze gebeurtenissen onbewust maar actief laten uitkomen. Een voorbeeld is de gedachte "De wereld is slecht, en het zal slecht aflopen met de mensheid". Iemand met een depressie zal daarna alleen maar bewijzen zien dat deze voorspelling inderdaad klopt. Binnen de cognitieve gedragstherapie wordt deze voorspelling vervolgens kritisch tegen het licht gehouden, in de verwachting dat er een rationeler alternatief voor geformuleerd kan worden die minder depressief of angstig maakt.

## Voorbeelden
Naar aanleiding van de rivieren-van-bloed-toespraak van Enoch Powell in 1968 stelde Quintin Hogg:
If one is going to say [...] that the streets of our country might one day run with blood [...] then surely one ought to consider whether, in the more immediate future, one's words are more likely to make that happen, or less likely to make that happen.
Voorspellingen in economische zaken:
- Schrijft een gezaghebbende krant dat een fonds in waarde zal stijgen, dan zal de vraag naar dat fonds toenemen. Het gevolg is dat de waarde inderdaad stijgt.
- Als de minister van Financiën waarschuwt dat het slechter zal gaan met de economie, is het goed denkbaar dat mensen, ter voorbereiding op de toekomst, hun uitgaven verminderen om een financiële reserve te kweken voor als de voorspelling uitkomt. Als de bestedingen teruglopen, komen bedrijven bij het wegvallen van hun afzetmarkt massaal in de problemen. Dit vertaalt zich in massaontslagen en de slechte tijd waarvoor de minister waarschuwde is aangebroken.
- Een bankrun en het daaropvolgende faillissement van de bank kan worden veroorzaakt door de voorspelling dat de bank failliet gaat.

Voorspellingen door paragnosten, zieners, profeten:
- Ook bij helderzienden en astrologen speelt het fenomeen een rol: de klant die zijn gedrag afhankelijk stelt van de voorspelling kan ernaar handelen en deze bewust of onbewust doen uitkomen. Zo zou de negatieve uitspraak van een voorspeller een liefdesrelatie op termijn kunnen ondermijnen door de angst die er bij goedgelovige partners door wordt opgewekt.

Mislukking voorspeld door negatief zelfbeeld:
- Een minderwaardigheidscomplex kan de prestaties beïnvloeden en dat zelfbeeld bevestigen. Dit kan leiden tot faalangst.